# Ibrahim Saeed (cầu thủ bóng đá)
Ibrahim Saeed (Arabic:إبراهيم سعيد) (sinh ngày 14 tháng 1 năm 1992) là một cầu thủ bóng đá người Các Tiểu vương quốc Ả Rập Thống nhất. Hiện tại anh thi đấu cho Al Dhafra.